# Thaumatocephalus mandibularis
Thaumatocephalus mandibularis är en stekelart som beskrevs av Heinrich 1930. Thaumatocephalus mandibularis ingår i släktet Thaumatocephalus och familjen brokparasitsteklar. Inga underarter finns listade i Catalogue of Life.